# 北海道薬科大学
北海道薬科大学（ほっかいどうやっかだいがく、英語: Hokkaido College of Pharmacy）は、北海道札幌市手稲区前田7条15丁目4-1に本部を置いていた日本の私立大学である。1974年に設置され、2018年に廃止された。

## 概観
薬学のみの1学部1学科からなる単科大学であった。医療体制の整備進展に伴う北海道全域における医療実務と公害防止等保健衛生業務に携わる薬剤師の不足解消のため、切望されていた薬学専門の教育機関設置の要請に応え、北海道、北海道大学、薬剤師会、その他関係機関・団体の支援協力を得て、1974年（昭和49年） 北海道尚志学園（現・学校法人北海道科学大学）により設置、北海道で唯一の薬学系単科大学として開学した。ファーマシューティカル・ケアの実践を通じて地域社会ならびに国民の健康と福祉の向上に寄与する薬剤師の養成を図ることを教育理念としていた。

## 沿革
- 1974年（昭和49年） : 北海道薬科大学開学。薬学部（薬学科・生物薬学科）設置。初代学長に湊顯就任。5月、第1期校舎、食堂竣工。12月、第2期校舎、体育館竣工
- 1975年 : 動物舎、RI研究棟竣工
- 1976年 : 薬用植物園開園
- 1978年 : 大学院修士課程設置（薬学研究科生物薬学専攻）。同窓会（北薬会）設立
- 1980年 : 大学院博士課程後期設置（薬学研究科生物薬学専攻）
- 1983年 : 中央機器センター開設
- 1984年 : 第2代学長に木島正夫就任
- 1987年 : 中国瀋陽薬学院（現 瀋陽薬科大学）との学術交流協定調印
- 1990年（平成2年） : 第3代学長に伊藤敬一就任
- 1993年 : 新図書館棟竣工
- 2000年 : 大学院修士課程薬学研究科に臨床薬学専攻増設
- 2002年 : 第4代学長に大和田榮治就任
- 2004年 : 薬学部へ医療薬学科を設置（薬学部薬学科・生物薬学科を統合）
- 2006年 : 薬学部へ薬学科（6年制薬学教育課程）設置。臨床講義棟新築
- 2007年 : 医療法人財団夕張希望の杜（当時の夕張医療センター指定管理者）と学術交流協定を締結[1]
- 2012年 : 第5代学長に渡辺泰裕就任、北海道工業大学との統合決定
- 2015年 : キャンパスを小樽市から札幌市手稲区に移転[2]
- 2018年 : 北海道科学大学との統合により、同大学名での学生募集停止、在校生は北海道科学大学に転学[3]

## 教育および研究

### 学部・学科
- 薬学部
  - 薬学科

### 大学院
- 薬学研究科
  - 博士前期課程（生物薬学専攻・臨床薬学専攻）
  - 博士後期課程（生物薬学専攻）

### 附属機関
- 図書館・医薬情報センター
- 薬用植物園
- 実験動物センター
- RIセンター
- 中央機器センター
- 情報教育センター
- 薬学教育センター
- 模擬薬局実習室
- 桂青館

## 対外関係

### 姉妹校
- 北海道科学大学
- 北海道科学大学短期大学部

### 系列校
- 北海道科学大学高等学校
- 北海道自動車学校

### 他大学との協定
- 教育研究連携協定
  - 旭川医科大学（2007年6月27日）
- 包括連携協定
  - 小樽商科大学（2007年10月11日）
  - 天使大学（2008年11月7日）
- 大学eラーニング協議会

### 医療施設との協定
- 連携協定
  - 医療法人母恋天使病院

### 学術交流協定
- 中国
  - 瀋陽薬科大学
  - 黒竜江中医薬大学
  - 黒竜江省第二病院
- アメリカ合衆国
  - 南ネバダ大学

## 大学関係者と出身者
- 北海道薬科大学の人物一覧

## 公式サイト
- 学校法人北海道科学大学